# 深中华
深圳中华自行车（集团）股份有限公司 （简称深中华；深交所：000017/200017，简称：*ST中华A/*ST中华B）是中国一家从事制造业、交通运输设备制造业的上市公司。公司总股本55134.795万股（2011年）。
公司总部位于中国广东省深圳市福田区八卦路31号众鑫科技大厦501室，法人代表为李海。